# Jonas Grønner
Jonas Grønner (Bergen, 11 aprile 1994) è un calciatore norvegese, difensore del Langevåg.

## Carriera

### Club
Grønner ha cominciato la carriera professionistica con la maglia del Brann. Ha esordito in squadra il 13 maggio 2010, nella vittoria per 0-2 sul campo dell'Arna-Bjørnar, in una sfida valida per il primo turno del Norgesmesterskapet 2010. Il debutto nell'Eliteserien è stato invece datato 16 maggio 2012, quando ha sostituito Markus Jonsson nella vittoria per 5-0 sul Sogndal.
Il 12 gennaio 2013, ha rinnovato il contratto che lo legava al Brann per altre due stagioni. Il 27 luglio dello stesso anno, è stato ceduto in prestito agli islandesi del KR Reykjavík, fino al termine della stagione.
Il primo incontro nell'Úrvalsdeild è stato datato 7 agosto, quando Grønner è stato titolare nella vittoria per 1-3 sul campo del Þór. A fine stagione, la squadra si è aggiudicato la vittoria in campionato, con Grønner che ha poi fatto ritorno al Brann.
Aggregato alla prima squadra, è retrocesso in 1. divisjon al termine della stagione 2014, dopo aver perso le qualificazioni all'Eliteserien. Il 7 gennaio 2015 ha rinnovato il contratto che lo legava al Brann per altre quattro stagioni. In vista del campionato 2015, ha cambiato numero di maglia passando dal 30 al 5.
Il 21 ottobre 2015, in virtù della vittoria del Sogndal sul Kristiansund nel recupero della 27ª giornata di campionato, il Brann ha matematicamente conquistato la promozione in Eliteserien con due giornate d'anticipo sulla fine della stagione.
Il 23 novembre 2017 ha prolungato il contratto con il Brann fino al 31 dicembre 2020.
Il 5 luglio 2018, Grønner è stato ingaggiato ufficialmente dall'Aalesund, a cui si è legato con un contratto valido per i successivi tre anni e mezzo: il trasferimento sarebbe stato ratificato alla riapertura del calciomercato locale, prevista per il 19 luglio.
Il 23 gennaio 2022, Grønner è passato al Langevåg.

### Nazionale
Grønner ha rappresentato la Norvegia a livello Under-16, Under-17, Under-18 e Under-19. Il 18 febbraio 2014, è stato convocato per la prima volta in Under-21, dal commissario tecnico ad interim Nils Johan Semb. Il 5 marzo ha giocato quindi la partita amichevole contro la Russia under 21, persa per 3-2. A maggio 2014 è stato convocato dal nuovo commissario tecnico della Nazionale Under-21 Leif Gunnar Smerud in vista della partita valida per le qualificazioni all'Europeo di categoria 2015 contro l'Azerbaigian under 21. Il 1º giugno è stato così titolare nella vittoria per 0-1 sul campo degli azeri.

## Statistiche

### Presenze e reti nei club
Statistiche aggiornate al 25 gennaio 2022.
| Stagione        | Club            | Campionato      | Campionato | Campionato | Coppe nazionali | Coppe nazionali | Coppe nazionali | Coppe continentali | Coppe continentali | Coppe continentali | Supercoppe | Supercoppe | Supercoppe | Totale | Totale |
| Stagione        | Club            | Comp            | Pres       | Reti       | Comp            | Pres            | Reti            | Comp               | Pres               | Reti               | Comp       | Pres       | Reti       | Pres   | Reti   |
| --------------- | --------------- | --------------- | ---------- | ---------- | --------------- | --------------- | --------------- | ------------------ | ------------------ | ------------------ | ---------- | ---------- | ---------- | ------ | ------ |
| 2010            | Brann           | ES              | 0          | 0          | CN              | 2               | 0               | -                  | -                  | -                  | -          | -          | -          | 2      | 0      |
| 2011            | Brann           | ES              | 0          | 0          | CN              | 0               | 0               | -                  | -                  | -                  | -          | -          | -          | 0      | 0      |
| 2012            | Brann           | ES              | 5          | 0          | CN              | 2               | 0               | -                  | -                  | -                  | -          | -          | -          | 7      | 0      |
| gen.-lug. 2013  | Brann           | ES              | 5          | 0          | CN              | 3               | 0               | -                  | -                  | -                  | -          | -          | -          | 8      | 0      |
| lug.-dic. 2013  | KR Reykjavík    | UD              | 9          | 0          | CI+CdL          | 1+?             | 0+?             | UEL                | -                  | -                  | -          | -          | -          | 10+    | 0+     |
| 2014            | Brann           | ES              | 23         | 3          | CN              | 4               | 0               | -                  | -                  | -                  | -          | -          | -          | 27     | 3      |
| 2015            | Brann           | 1D              | 19         | 2          | CN              | 3               | 0               | -                  | -                  | -                  | -          | -          | -          | 22     | 2      |
| 2016            | Brann           | ES              | 15         | 0          | CN              | 1               | 0               | -                  | -                  | -                  | -          | -          | -          | 16     | 0      |
| 2017            | Brann           | ES              | 10         | 2          | CN              | 2               | 1               | UEL                | 0                  | 0                  | SN         | 1          | 0          | 13     | 3      |
| gen.-lug. 2018  | Brann           | ES              | 0          | 0          | CN              | 4               | 1               | -                  | -                  | -                  | -          | -          | -          | 4      | 1      |
| Totale Brann    | Totale Brann    | Totale Brann    | 77         | 7          |                 | 21              | 2               |                    | 0                  | 0                  |            | 1          | 0          | 99     | 9      |
| lug.-dic. 2018  | Aalesund        | 1D              | 14+1       | 0          | CN              | -               | -               | -                  | -                  | -                  | -          | -          | -          | 15     | 0      |
| 2019            | Aalesund        | ES              | 23         | 0          | CN              | 4               | 0               | -                  | -                  | -                  | -          | -          | -          | 27     | 0      |
| 2020            | Aalesund        | ES              | 26         | 0          | -               | -               | -               | -                  | -                  | -                  | -          | -          | -          | 26     | 0      |
| 2021            | Aalesund        | 1D              | 9          | 0          | CN              | 1               | 1               | -                  | -                  | -                  | -          | -          | -          | 10     | 1      |
| Totale Aalesund | Totale Aalesund | Totale Aalesund | 72+1       | 0          |                 | 5               | 1               |                    | -                  | -                  |            | -          | -          | 78     | 1      |
| 2022            | Langevåg        | 4D              | 0          | 0          | CN              | 0               | 0               | -                  | -                  | -                  | -          | -          | -          | 0      | 0      |
| Totale          | Totale          | Totale          | 158+1      | 7          |                 | 27+             | 3+              |                    | 0                  | 0                  |            | 1          | 0          | 187+   | 10+    |

## Palmarès

### Club

#### Competizioni nazionali
- 1. divisjon: 1

Aalesund: 2019
- Campionato islandese: 1

KR Reykjavík: 2013